# Nordmarksmyrarna
Nordmarksmyrarna är ett naturreservat i Filipstads kommun i Värmlands län.
Området är naturskyddat sedan 2017 och är 252 hektar stort. Reservatet består av mossar, sumpskogar och olika typer av kärr. . 